# Wijk bij Duurstede
Wijk bij Duurstede (wymowaⓘ [ˈʋɛi̯ɡ bɛi̯ ˈdyːrsteːdə]) – miasto i siedziba gminy położona w południowej części prowincji Utrecht (Holandia). W Wijk bij Duurstede mieszka 23.377 ludzi (2007).
Gmina obejmuje miejscowości Cothen, ok. 2900 mieszkańców i Langbroek (na południe od Driebergen obok gminy Utrechtse Heuvelrug), około 2100 mieszkańców.

## Geografia
Wijk bij Duurstede leży przy kanale Amsterdam-Ren i nad rzeką Dolny Ren (Nederrijn), która przy tym mieście rozdziela się na dwie odnogi – rzekę Lek i Kromme Rijn. Gmina sąsiaduje z Houten, Bunnik, Utrechtse Heuvelrug i Buren.

## Historia
Po 863 miasto stopniowo traciło na znaczeniu z powodu spiętrzeń Renu, a następnie przestało istnieć. W XIII wieku rycerz o imieniu Zweder van Abcoude zbudował na miejscu dawnej osady wieżę mieszkalną, która stała się rdzeniem późniejszego zamku biskupiego. Mając świadomość o istnieniu tu Dorestad zamek otrzymał nazwę Duurstede. Wokół zamku powstała osada, która w 1300 roku otrzymała prawa miejskie. W XV wieku rozbudowano zamek, w którym rezydował biskup Utrechtu David van Bourgondië (1427-1496), jego własnąścią było również miasto. Biskupi utrechccy zarządzali miastem do reformacji. W 1672 miasto zniszczyli Francuzi podczas kampanii wojennej. Odtąd Vijk bij Duurstede ma charakter prowincjonalnego miasteczka. Obecnie jego gospodarka opiera się na rolnictwie, sadownictwie, turystyce, ponadto znajdują się tu fabryki betonu i cegły.

## Zabytki

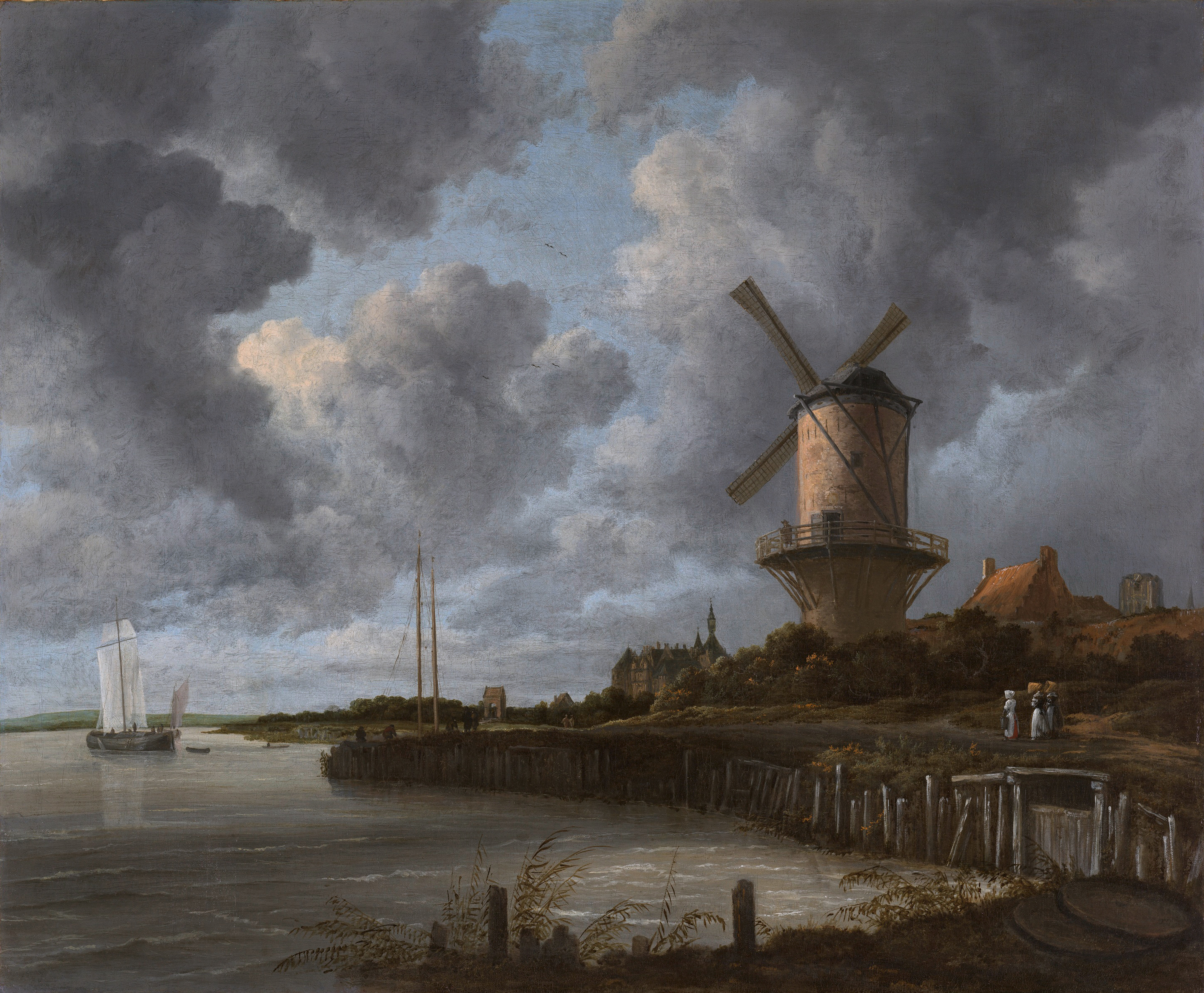
Jacob Izaaksoon van Ruisdael: Wiatrak w Wijk koło Duurstede, około 1670, Amsterdam, Rijksmuseum

- Stare Miasto, z zespołem zabytkowych kamieniczek, kościołem parafialnym z XIV-XV wieku, fragmentami obwarowań z bramą i zabytkowym wiatrakiem. Wiatrak ten stał się tematem obrazu Jacopa von Ruisdaela, obecny pochodzi z XIX wieku i jest rekonstrukcją dawnego, zniszczonego młyna.
- Museum Dorestad, ze zbiorami pochodzącymi z wykopalisk archeologicznych na terenie dawnej osady;
- Fort Vechten, pochodzący z dawnego zespołu umocnień pobliskiego miasta Utrecht; obecnie centrum rozrywkowe z restauracją
- Ruiny zamku Duurstede, z XV wieku. Zachowała się wieża (donżon) i fragmentarycznie budynki mieszkalne.
- Zespół zamków i pałaców: Weerdesteyn, Groenesteyn, Hindersteyn, Leeuwenburg, Lunenburg, Rhijnestein, Sandenburg, Walenburg, Zuilenburg

## Galeria zdjęć

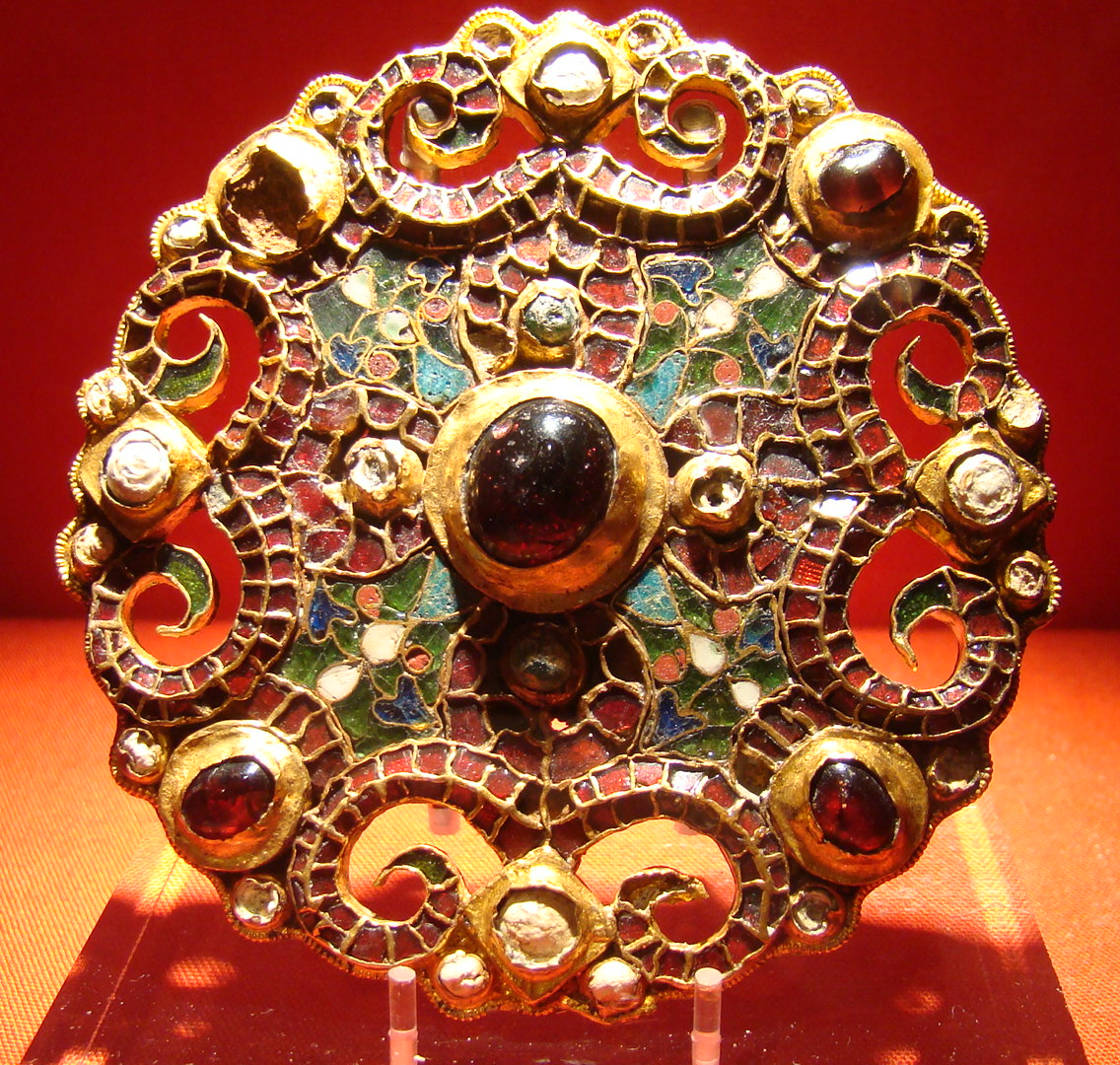
Fibula z Dorestad
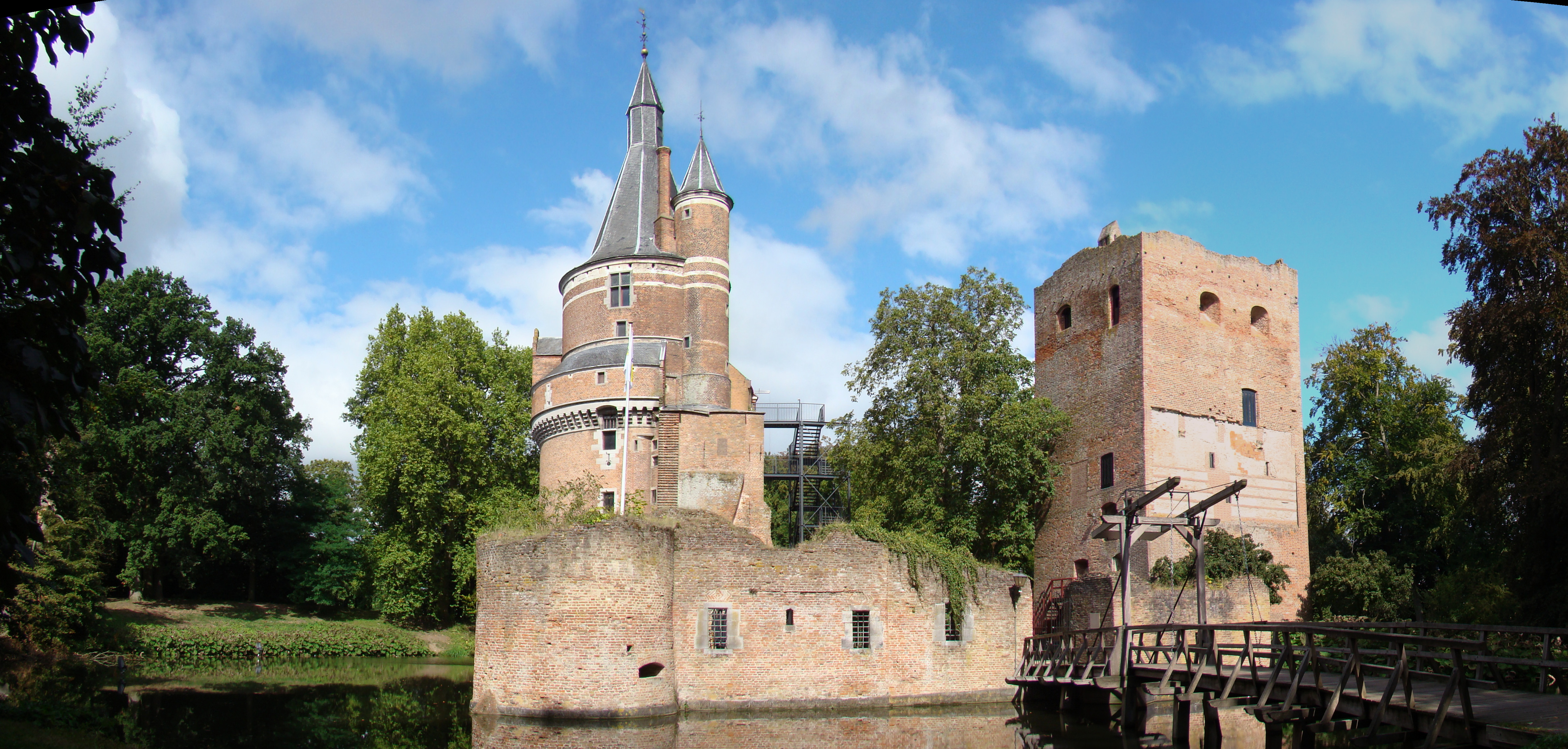
Zamek Duurstede
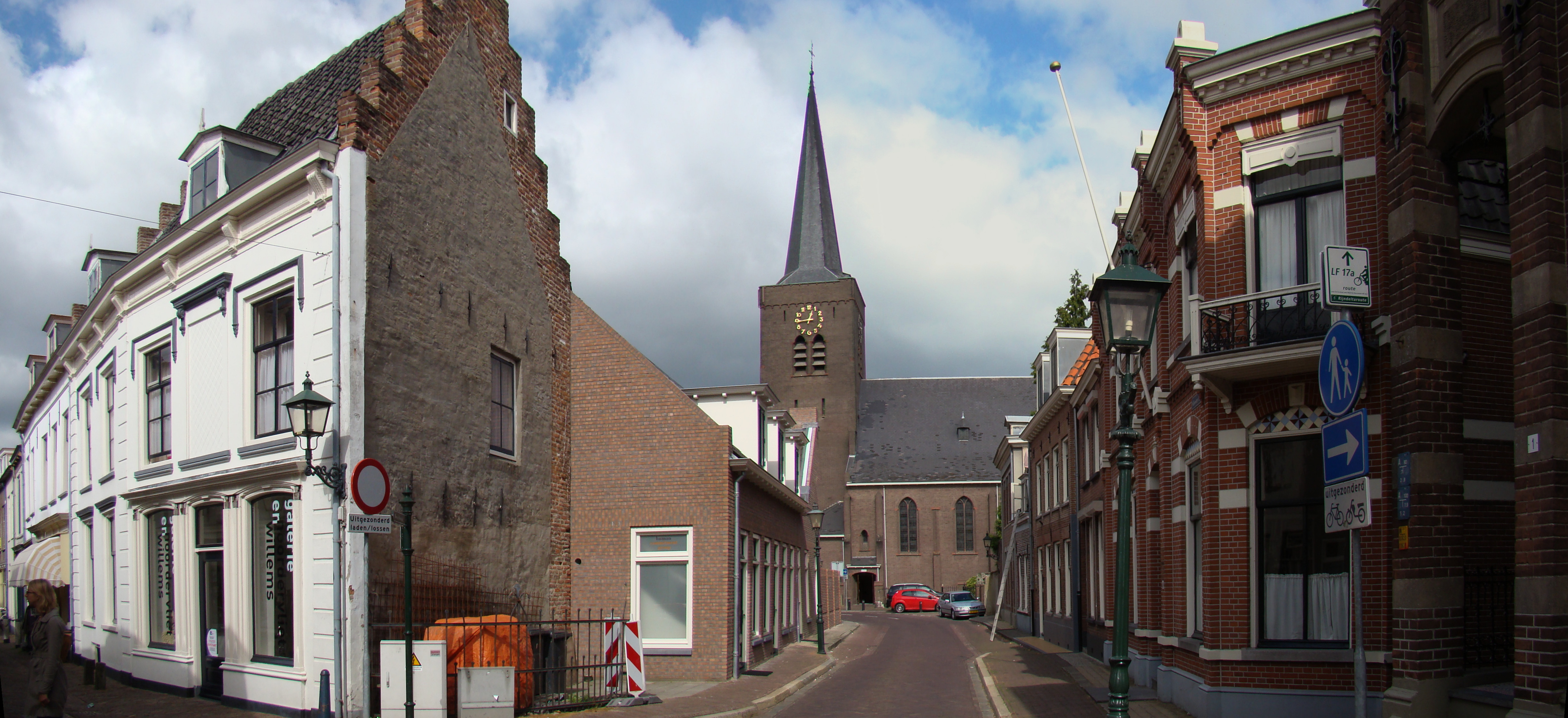
Centrum miasta
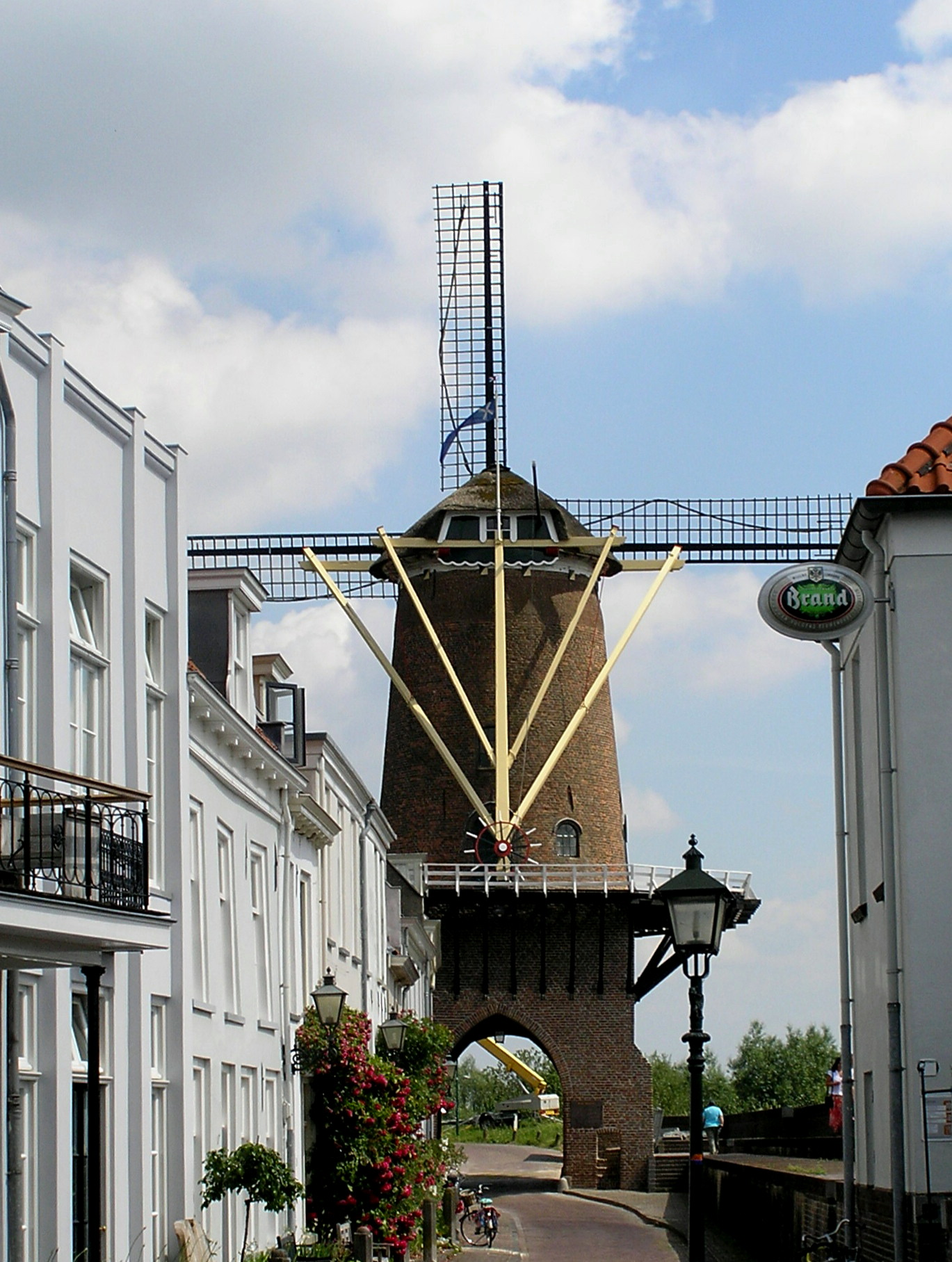
XIX-wieczny wiatrak